# بريت سوير
بريت سوير (بالإنجليزية: Brett Woyan) هو مصارع هاوي أمريكي، ولد في 10 أغسطس 1960 في أورلاندو في الولايات المتحدة.

## وصلات خارجية
- بريت سوير على موقع CageMatch worker (الإنجليزية)
- بريت سوير على موقع IMDb (الإنجليزية)
- بريت سوير على موقع قاعدة بيانات الفيلم (الإنجليزية)